# 凤凰城街道 (利津县)
凤凰城街道，是中华人民共和国山東省东营市利津县下辖的一个乡镇级行政单位。

## 行政区划
凤凰城街道下辖以下地区：
彭家村、十里堡村、柏茂张村、北于村、苏楼村、徐集村、西魏村、东魏村、小高村、大高村、丁坊村、小王村、左家村、大庄村、孙家村、姚刘村、崔湾村、前宋村、南张村、满家村、前刘村、西冯村、牟家村、西綦村、店子村、赵庄村、西李村、西朱村、双李村、双高村、胥家村、北朱村、吴苟李村、东尹王村、西尹王村、陈家村、大胡村、南楼村、庄家村、常家村、东孙村、东潘村、大田村和胜利油田滨南四矿类似社区。

## 人口
2010年中国第六次人口普查时，凤凰城街道共有人口21198人。共有家庭6418户，平均每户3.04人。14岁以下的少年儿童共3087人，占总人口14.56%；15-64岁人口共16063人，占总人口75.77%；65岁及以上的老年人共2048人，占总人口的9.661%。男性共计10455人，占总人口49.32%；女性共计10743，占总人口50.67%。本地居住的人口中，拥有本地户籍的人口为15585人，占73.52%。